# Humbucker

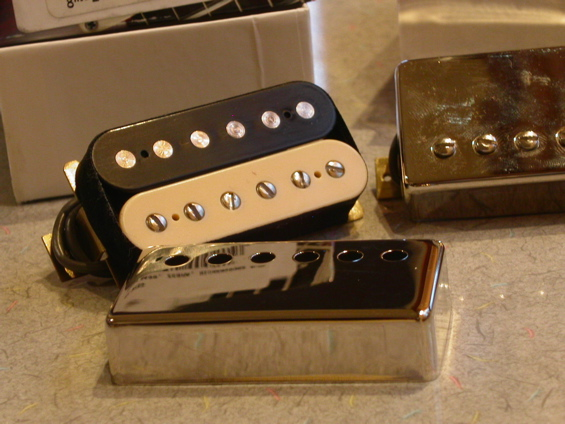
Humbucker im Zebra-Design mit zusätzlicher Metallkappe

Ein Humbucker (dt.: „Brummunterdrücker“, von engl. hum = Brummen und to buck sth. = sich etw. widersetzen) ist ein Tonabnehmer für elektrisch verstärkte Saiteninstrumente, der vor allem auf E-Gitarren und E-Bässen eingesetzt wird. Durch eine zweite, gegenläufig gewickelte tonabnehmende Spule wird Brummen reduziert. Der Humbucker hat einen voluminöseren Klang mit mehr Mitten als ein typischer Single Coil Tonabnehmer.

## Geschichte

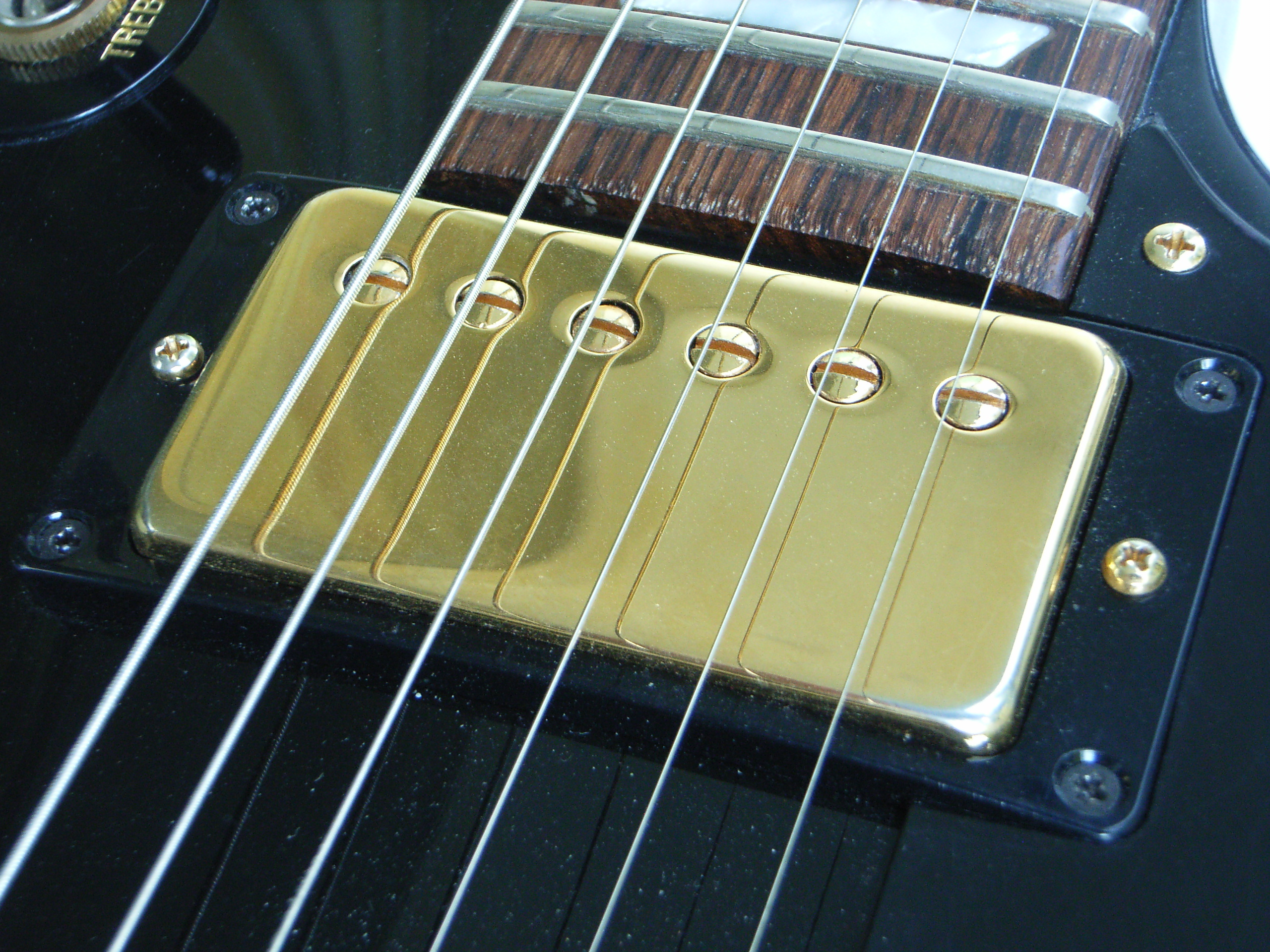
Klassischer „PAF“-Humbucker mit Kappe auf einer Gibson Les Paul

Weit verbreitete Meinung ist, dass der Humbucker von Seth Lover und Walter Fuller bei Gibson Mitte der 1950er Jahre entwickelt wurde. Allerdings gab es schon vorher mehrere verschiedene Versionen, etwa von Arnold Lesti (US-Patent Nr. 2026841, 1936), Armand Knoblaugh (US-Patent Nr. 2119584, 1938) und anderen. Diese waren jedoch technisch nicht sehr praktikabel. Das Konzept von Lover war besser und setzte sich durch (US-Patent Nr. 2896491, 1959).
Ab 1957 löste er den bis dahin verwendeten P-90 als Standard-Tonabnehmer auf den Gibson-Instrumenten ab. Der ursprünglichen Bauform von Gibson sehr ähnliche Humbucker werden auch heute noch PAF genannt, weil die frühen Modelle einen Aufkleber wegen einer damals noch laufenden Patentanmeldung (Patent applied for) hatten.

## Funktionsweise
Das Prinzip des Humbuckers ist in der Tontechnik als Brummkompensationsspule (engl. humbucking coil) bekannt, die 1934 von Electro-Voice erfunden wurde und ursprünglich für die Verwendung in dynamischen Mikrofonen gedacht war.

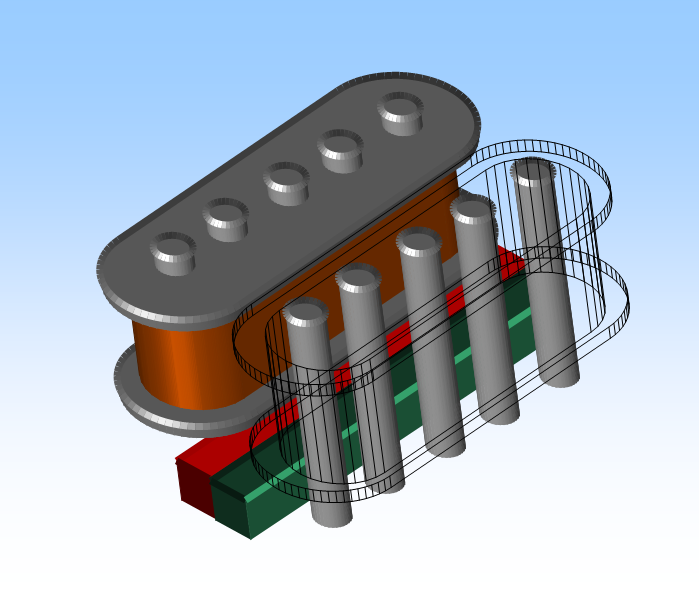
Aufbau eines Humbuckers

Ein Humbucker besteht aus zwei Spulen, die gegenläufig gewickelt sind und umgekehrt ausgerichtete Magnetfelder haben. Die Saitenschwingung erzeugt nun durch die entgegengesetzten Magnetfelder phasenverdrehte Signale in den Spulen, was aber durch die gegenläufige Wicklung wieder ausgeglichen wird – so addieren sich die Signale beider Spulen. Nebengeräusche (z. B. aus dem Stromnetz eingestreute Brummtöne) wirken dagegen gleichphasig auf beide Spulen ein und werden darum durch die gegenläufigen Wicklungen ausgelöscht. So wird praktisch nur das Nutzsignal an den Verstärker übertragen.
Die Spulen eines Humbucker werden meistens in Reihe geschaltet, können aber auch parallel geschaltet werden, wodurch sich eine weitere, weniger basslastige Klangvariante ergibt. Eine weitere Variante das Parallelschalten einer Spule mit einem Kondensator. Dadurch wirkt die Brummunterdrückung weiterhin, für hohe Frequenzen nähert sich der Klang aber dem Single Coil an (siehe Weblinks).
Der Aufbau eines Humbuckers im Gibson-Stil unterscheidet sich vom typischen Fender Single Coil dadurch, dass in den Spulen nicht jeweils sechs Einzelmagnete stecken, sondern unmagnetisierte Eisenstifte, die das Magnetfeld des Stabmagneten, der unter den Spulen angebracht ist, an die Saiten heranführen (vgl. Abbildung). Typischerweise ist dabei eine Spule mit sechs festen Stiften (Pole Pieces) und die zweite Spule mit sechs verstellbaren Schrauben ausgestattet. Letztere ermöglichen es, die Stärke des Magnetfeldes für einzelne Saiten anzupassen und somit ggf. unterschiedliche Stärken des Ausgangssignals aufgrund der unterschiedlichen Saitendurchmesser oder Saitenabstände vom Tonabnehmer anzupassen. Manche moderne Humbucker bieten auch zwölf verstellbare Pole Pieces.

## Klang
Die Klangcharakteristik des Humbuckers ist im Gegensatz zum Single Coil im Allgemeinen weniger höhenreich, dafür hat er mehr Frequenzanteile im Mittenbereich. Ursachen sind die durch größere Induktivität des Tonabnehmers tiefer liegende Resonanzfrequenz in Verbindung mit der außen angeschlossenen Lastkapazität (Gitarrenkabel) sowie das durch größere magnetische Breite verursachte Tiefpassverhalten. Bei gleicher Windungszahl pro Spule und gleich starken Magneten ist die Ausgangsspannung des Humbuckers ungefähr doppelt so hoch wie die eines Single Coils, was schneller zu einem Übersteuern der Eingangsstufe des Gitarrenverstärkers und damit zu (erwünschten) Verzerrungen führt.

## Bauformen
Am weitesten verbreitet ist die Gibson-PAF-Form, die mit und ohne Kappe verbaut wird (siehe Abbildungen). Gretsch verwendet ein eigenes, etwas kleineres Format. Fender ließ für die Telecaster Thinline den „Wide Range“-Humbucker von Seth Lover entwickeln, der auch in der Starcaster eingebaut wurde; er ist etwas größer als ein PAF und hat sechs Einzelmagnete pro Spule.
Es gibt auch Humbucker im Single-Coil-Format, in denen zwei schmale Spulen in ein Single-Coil-Gehäuse eingebaut sind; damit lassen sich Gitarren von Single Coil auf Humbucker umrüsten, ohne dass die Gitarre durch Fräsarbeiten verändert werden muss.

## Varianten

### Split-Coil (P-Style)

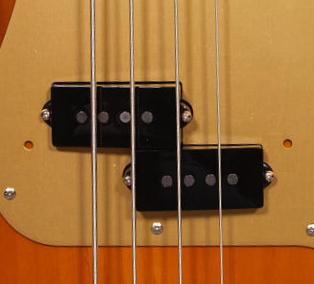
Der Split-Coil-Tonabnehmer des Fender Precision Bass

Eine Sonderform des Humbuckers ist der sog. „P-Style“ an E-Bässen (benannt nach dem Fender Precision Bass, wo er erstmals zum Einsatz kam), oftmals auch split-coil genannt. Der P-Style (oder auch P-Pickup) besteht aus zwei kurzen Single-Coils, die versetzt angeordnet sind und jeweils nur zwei der vier Saiten des E-Basses abnehmen. Dadurch werden die Nebengeräusche aufgehoben, man erhält aber einen Single-Coil-Sound. Der P-Style wird bei modernen Bässen gerne mit einem separaten Single Coil kombiniert (sog. PJ-Konfiguration – J nach dem Jazz Bass, der zwei Single-Coil-Pickups hat).

### Stacked
Eine weitere Sonderform ist der so genannte stacked Humbucker, bei dem die zwei Spulen nicht neben-, sondern übereinander angeordnet sind. Die untere Spule überträgt dabei aufgrund von Abschirmmaßnahmen keine Saitenschwingungen, sondern dient als sog. „Dummy-Spule“ ausschließlich der Brummunterdrückung. Stacked Humbucker werden in verschiedenen Single-Coil-Baugrößen (z. B. Standard Fender Stratocaster, Fender Telecaster oder P 90) hergestellt und können wie Single-Coils klingen, ohne aber an Brummeinstreuungen zu leiden.

### Coil-Splitting

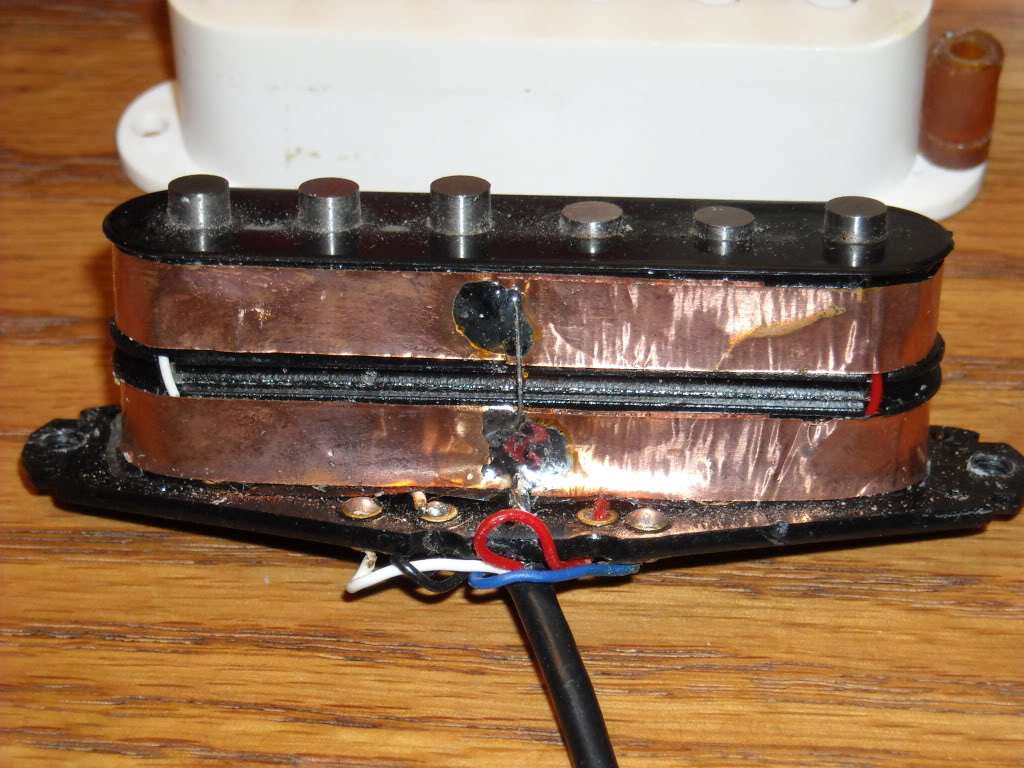
Stacked Humbucker

Sofern die Spulen jeweils eigene Anschlussdrähte haben, kann durch so genanntes coil splitting einer der Single Coils aus der Signalkette abgetrennt werden, wodurch dann der andere Single Coil allein als Tonabnehmer fungiert und auch das Klangbild eines Single Coil wiedergibt; der Brummunterdrückungs-Effekt ist dann nicht mehr gegeben.

### Aktiv
Außerdem gibt es noch „aktive“ Humbucker, die einen kleinen Vorverstärker eingebaut haben, der mittels einer 9-V-Batterie mit Strom versorgt wird. Diese Pickups produzieren praktisch keine Nebengeräusche, klingen aber etwas steriler als andere.

## Anwender
Einflussreiche Gitarristen und Bands (aus der Jazz- resp. Rock and Roll Hall of Fame), die mit Humbucker-Sounds assoziiert werden:
- Wes Montgomery  (Gibson L-5)
- B. B. King (Gibson ES-335 „Lucille“)
- Chuck Berry (Gibson ES-350T)
- Jimmy Page (Gibson Les Paul)
- Carlos Santana (PRS Guitars)
- AC/DC: Angus Young (Gibson SG), Malcolm Young (Gretsch Jet Firebird)
- Eddie Van Halen (selbstgebaute „Frankenstrat“, div. Hersteller)
- Metallica: James Hetfield (ESP), Kirk Hammet (ESP)
- Slash (Gibson Les Paul)
- Billie Joe Armstrong (Gibson Les Paul)